# Puntius terio
Puntius terio е вид лъчеперка от семейство Шаранови (Cyprinidae). Видът не е застрашен от изчезване.

## Разпространение
Разпространен е в Бангладеш, Индия (Асам, Бихар, Западна Бенгалия, Манипур, Мегхалая, Ориса и Утар Прадеш), Непал и Пакистан.

## Описание
На дължина достигат до 10 cm.